# Inès de Kertanguy
Inès Salaün de Kertanguy, née à Lyon le 1er mai 1947, est une essayiste et romancière française.

## Télévision
En 2017, elle participe à l'émission Secrets d'Histoire consacrée à Caroline Bonaparte, intitulée Caroline, née Bonaparte, épouse Murat, diffusée le 27 juillet 2017 sur France 2.

## Œuvres
- L’Été éclaté, Monaco-Paris, France, Le Rocher, 1989, 174 p.  (ISBN 2-268-00-747-2)
- La Griffe du diable, Monaco-Paris, France, Le Rocher, coll. « Littérature », 1990, 178 p.  (ISBN 2-268-01025-2)
- Madame Vigée-Le Brun, Paris, Perrin, 1994, 340 p.  (ISBN 2-262-00006-9)
- Secrets de cour. Madame Campan au service de Marie-Antoinette et de Napoléon, Paris, Librairie Jules Tallandier, coll. « Raconter l'histoire », 1999, 389 p.  (ISBN 2-235-02224-3) - rééd. 2013  (ISBN 979-10-210-0118-3)
- La Reine mère d'Angleterre, Paris, Librairie Jules Tallandier, coll. « Raconter l'histoire », 2000, 328 p.  (ISBN 2-235-02259-6)
- Léonora Galigaï, Paris, Éditions Pygmalion, 2005, 217 p.  (ISBN 2-85704-974-9)
- J’ai douze ans, Paris, Éditions JBZ & Cie, 2011, 156 p.  (ISBN 978-2-7556-0907-3)
- L’Eau glacée de la rivière, Paris, Éditions Hugo et Compagnie, 2012, 268 p.  (ISBN 978-2-7556-1124-3)
- Les héritiers de Kervalon, Paris, Éditions Albin Michel, 2013
- Un dernier tour de valse, Paris, Librairie Jules Tallandier, 2016, 416 p.  (ISBN 1021017868)
- Intimes confidences, Paris, Librairie Jules Tallandier, 2018, 496 p.  (ISBN 9791021032835)